# Горчакі
Горчакі (пол. Horczaki) — село в Польщі, у гміні Шудзялово Сокульського повіту Підляського воєводства.
Населення — 109 осіб (2011).
У 1975-1998 роках село належало до Білостоцького воєводства.

## Демографія
Демографічна структура станом на 31 березня 2011 року:
|          | Загалом | Допрацездатний вік | Працездатний вік | Постпрацездатний вік |
| -------- | ------- | ------------------ | ---------------- | -------------------- |
| Чоловіки | 55      | 8                  | 40               | 7                    |
| Жінки    | 54      | 5                  | 32               | 17                   |
| Разом    | 109     | 13                 | 72               | 24                   |